# Peccia

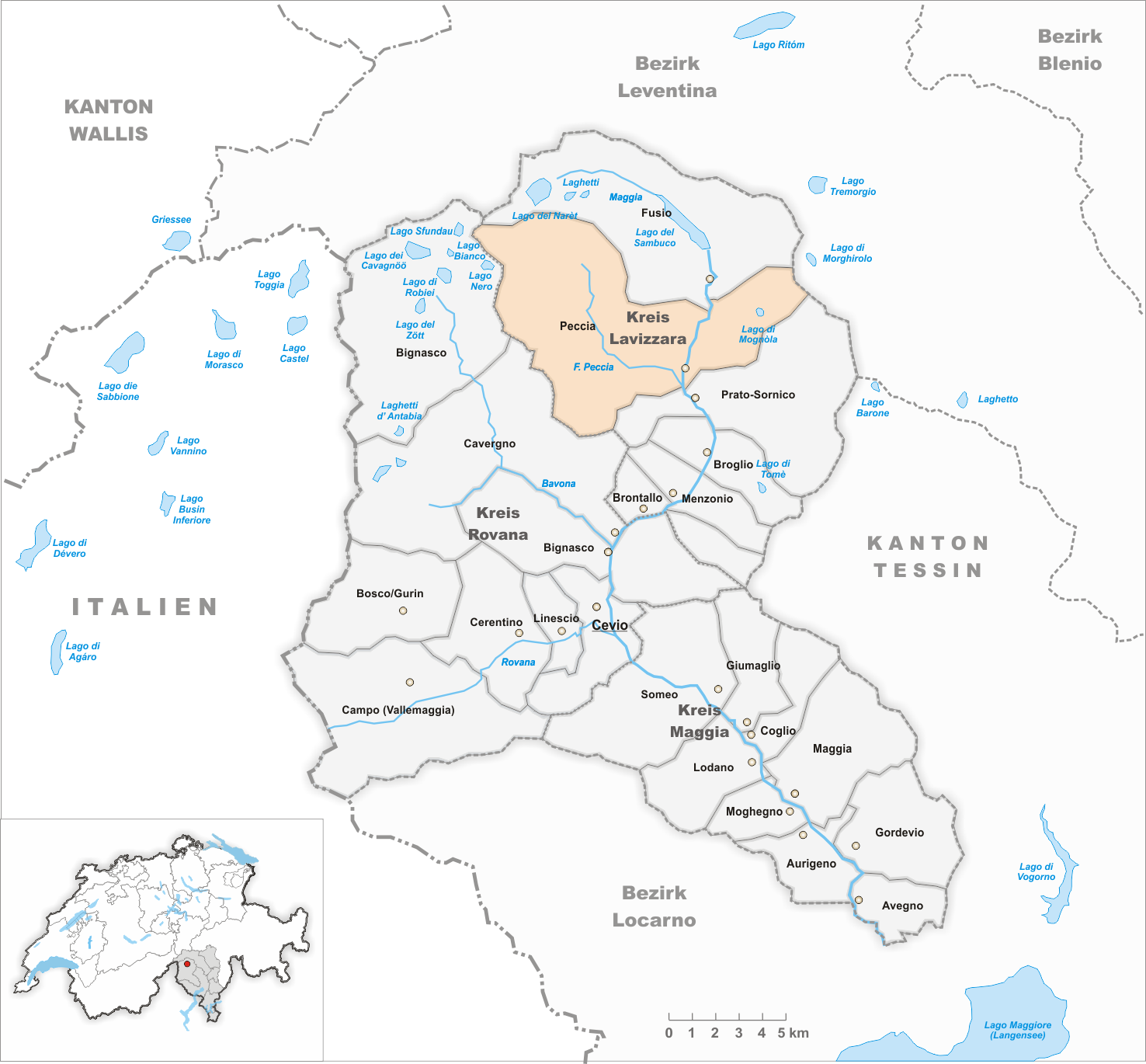
Gemeindestand vor der Fusion am 4. April 2004

Luftbild (1954)

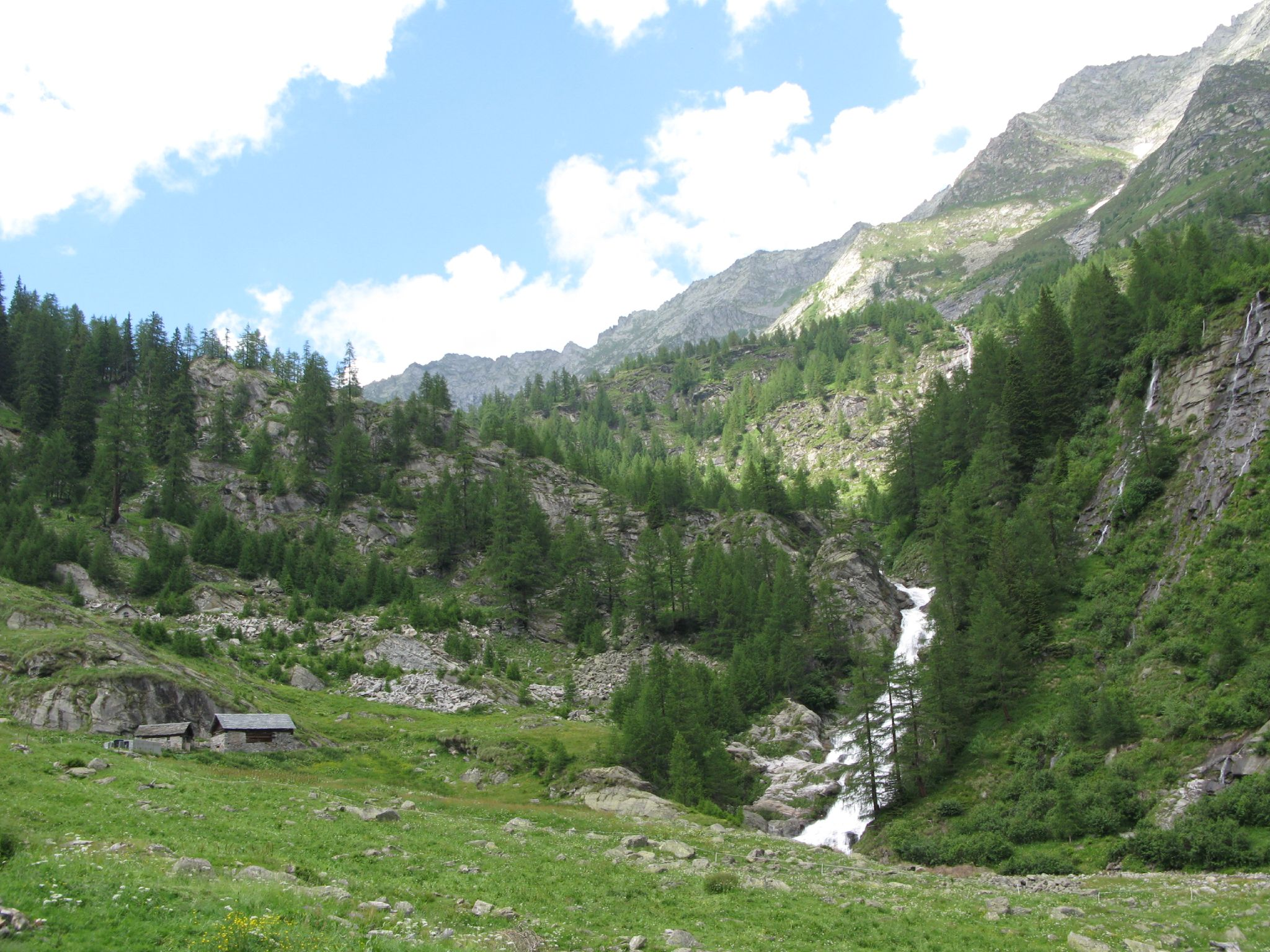
Piano di Peccia

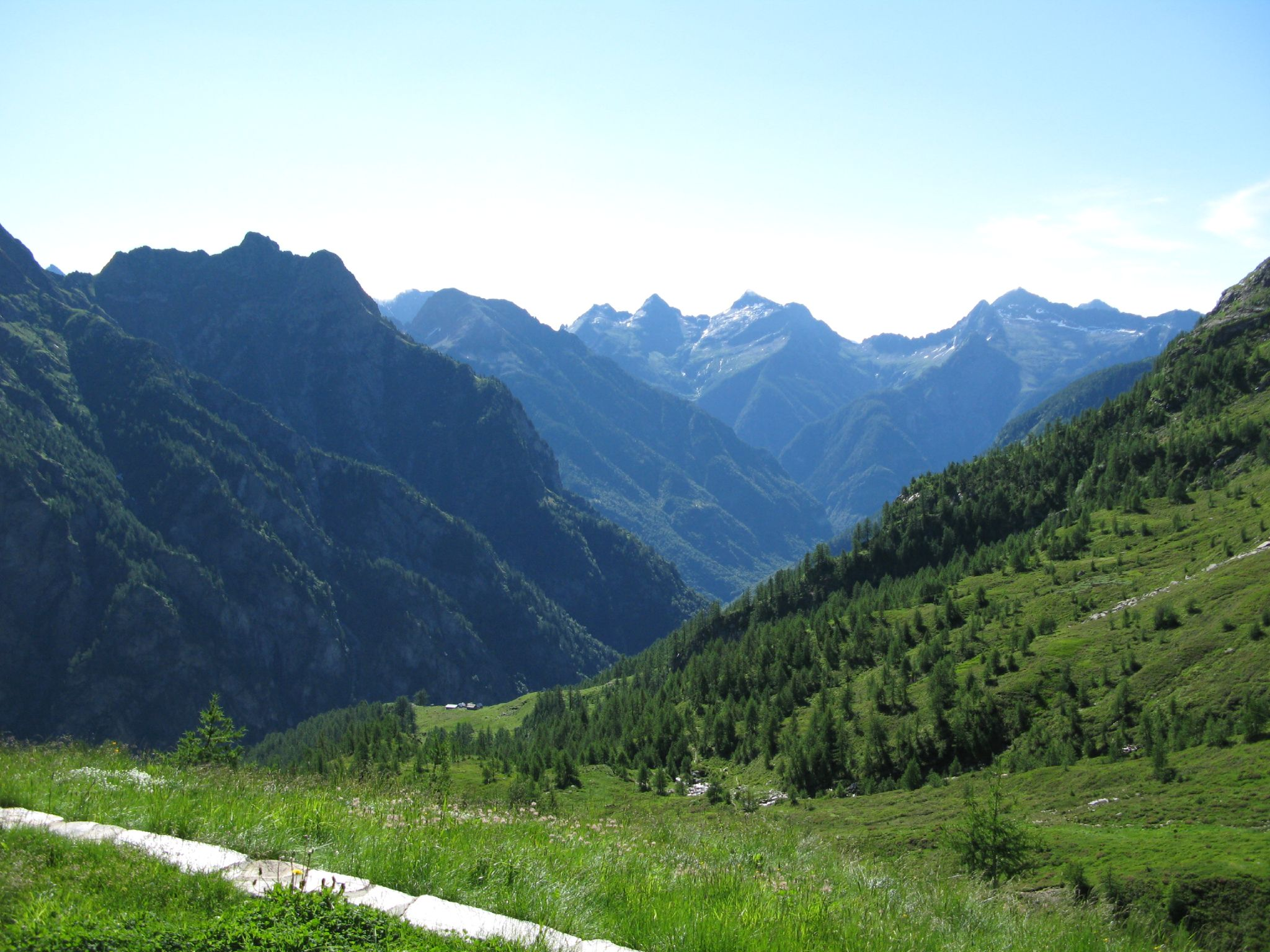
Valle di Peccia

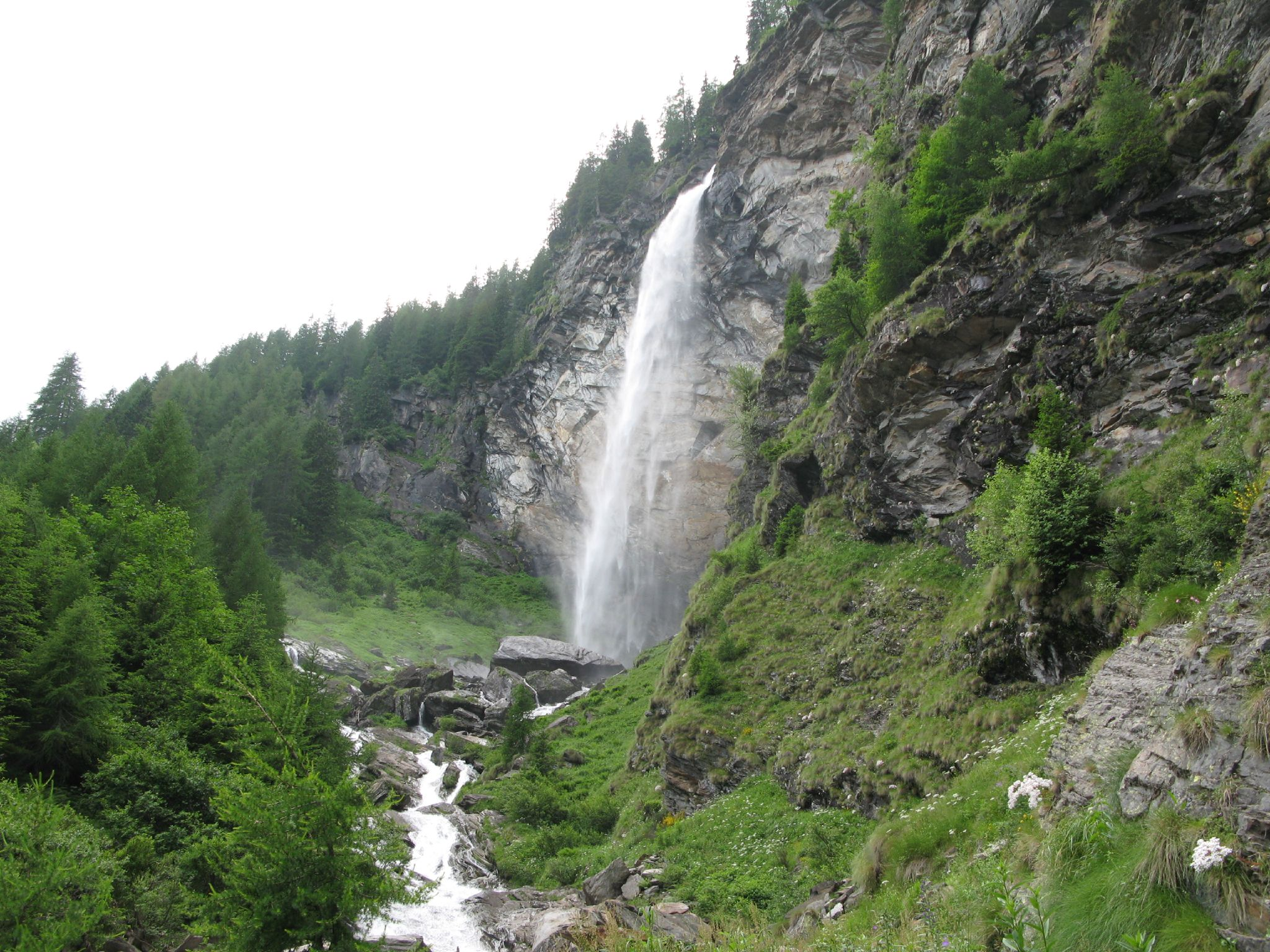
Wasserfall im Valle di Peccia

Peccia ist eine Fraktion der politischen Gemeinde Lavizzara im Schweizer Kanton Tessin.

## Geographie
Das Dorf liegt auf einer Höhe von 849 m.ü. M. am Fuss der zweiten Talstufe des Val Lavizzara und an der Mündung des Valle di Peccia in dieses; 39 Kilometer nordwestlich von Locarno. Hier mündet der Fiume Peccia in die Maggia. Zu Peccia gehörige Weiler sind Cortignelli, Veglia, Mogno, Piano di Peccia und San Carlo.

## Geschichte
Eine erste Erwähnung findet das Dorf im Jahre 1374 unter dem damaligen Namen Petia. Die Adelsfamilie Orelli von Locarno war 1369 dort begütert. 1374 nahm Peccia als Gemeinde an der Teilung der vicinia Lavizzara teil. Unter der Herrschaft der Eidgenossen ernannte Peccia einen der sieben Richter und drei Mitglieder des Rates der Lavizzara. Peccia war früher wegen seines Specksteins (Laveggio) und seines Käses, genannt della paglia, bekannt.
Die Pfarrei San Carlo wurde 1669 gegründet. Die Pfarrkirche wurde 1617 am Standort einer alten, im 16. Jahrhundert erwähnten Kapelle gebaut und 1857 von Giacomo Antonio Pedrazzi aus Cerentino mit Malereien geschmückt. Das Pfarrregister beginnt 1679.
Das Dorf wurde im 19. Jahrhundert gleich zwei Mal von Murgängen verwüstet, dabei wurden 27 Häuser und Ställe verschüttet. Aus wirtschaftlicher Not hatten die Bewohner die Hänge oberhalb des Dorfes abgeholzt. Das Holz wurde nach Italien exportiert.
Die bis dahin selbständige politische Gemeinde wurde am 4. April 2004 mit den früheren Gemeinden Broglio, Brontallo, Fusio, Menzonio und Prato-Sornico zur Gemeinde Lavizzara fusioniert. Peccia bildet aber nach wie vor eine eigenständige Bürgergemeinde.

## Bevölkerung
Einwohnerzahlen: Volkszählungsdaten

## Wirtschaft

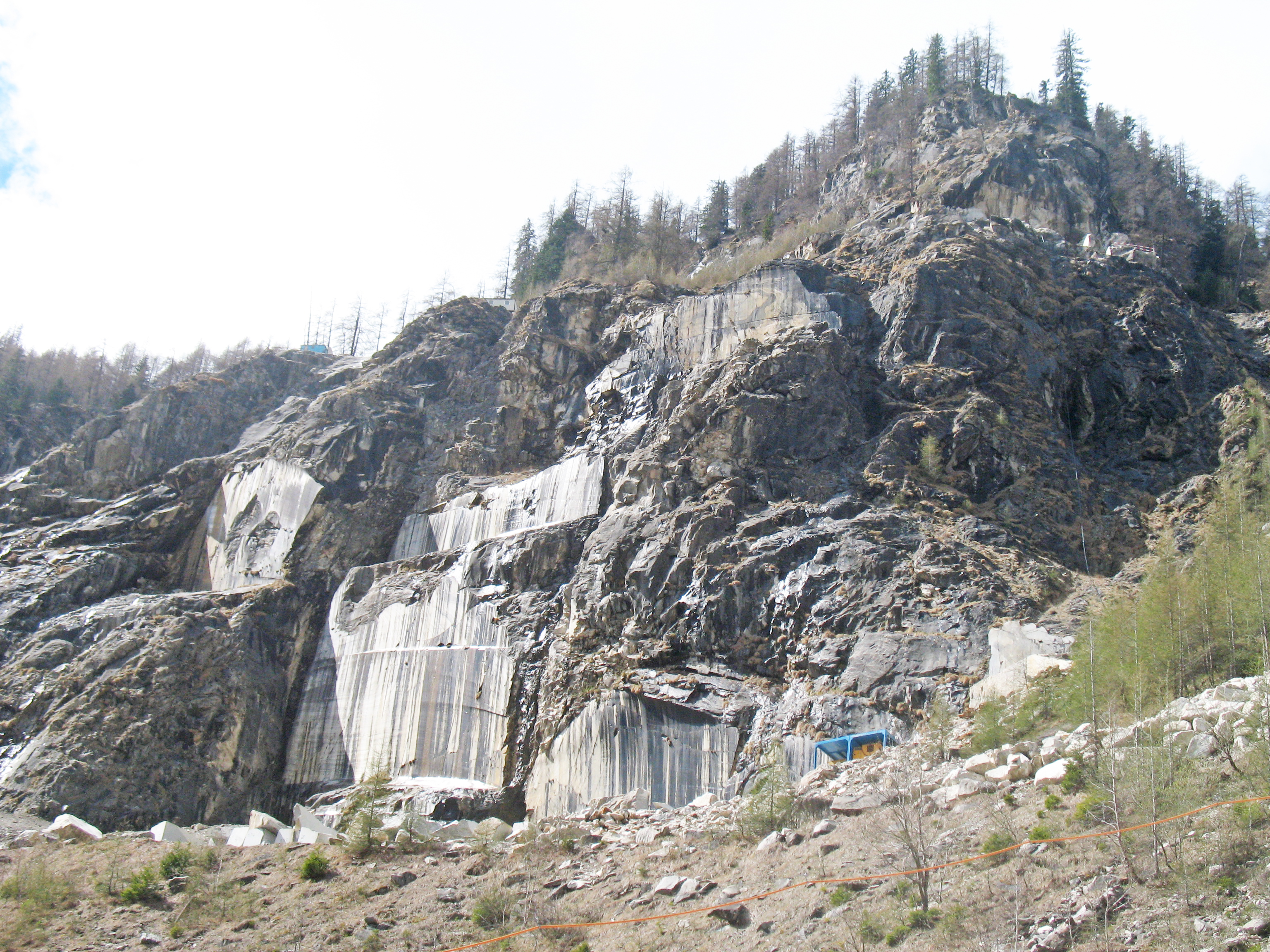
Marmorsteinbruch im Valle di Peccia

Neben dem Tourismus ist der Abbau von Marmor von Bedeutung. Oberhalb von San Carlo gibt es einen Steinbruch. Ausserhalb des Gefahrenbereiches können die riesigen abgebauten Steinquader besichtigt werden. Das Flüsschen Peccia ist voller Marmorsteine. Wegen des Cristallina-Marmors hat sich eine Bildhauerschule angesiedelt, die Scuola di Scultura di Peccia.

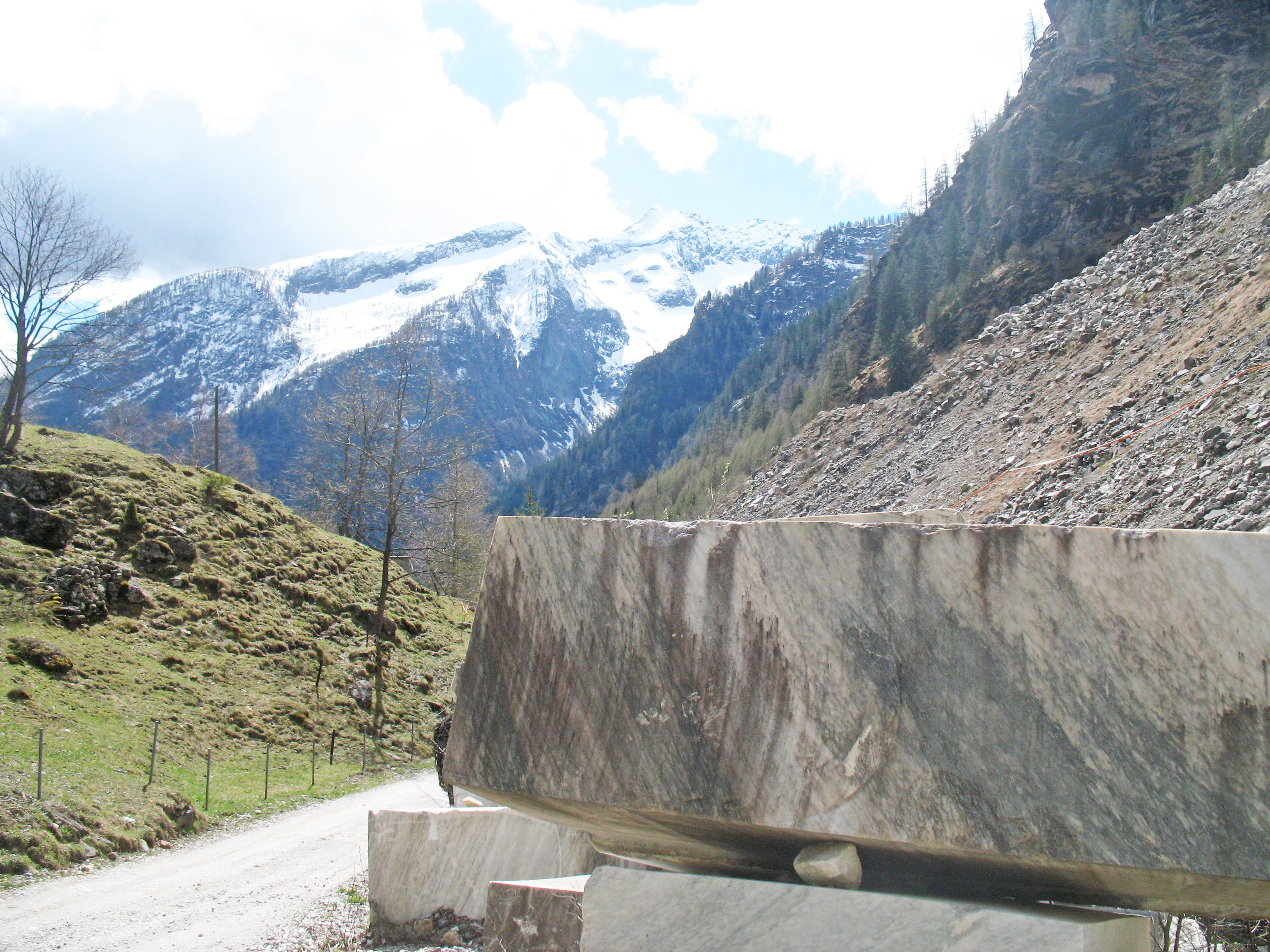
Marmorquader am Steinbruch

## Sehenswürdigkeiten
- Pfarrkirche Sant’Antonio abate (16. Jahrhundert)[11][12]
- Oratorium della Pietà, (1765), restauriert[11]
- Oratorium Madonna della Misericordia, im Ortsteil Camblee (17. Jahrhundert)[11]
- Oratorium Madonna del Carmine, im Ortsteil Veia im Valle di Peccia, erwähnt 1597[11]
- Oratorium Madonna di Einsiedeln im Ortsteil Cortignelli, erbaut 1736[11]
- Oratorium Madonna della Neve im Ortsteil Pian d’Fora' (Pian Fora), mit Renaissancefresken (1577)[11]
- Oratorium Madonna delle Grazie im Ortsteil Pian d’Dent, erbaut 1640[11]
- Verschiedene Betkapellen[11]
- Altes Bauernhaus mit aufgeständertem Getreidespeicher von 1401[11]